# Роберт Корм'є
Роберт Едмунд Корм'є (англ. Robert Cormier; 17 січня 1925, Лемінстер (Массачусетс) — 2 листопада 2000, там само) — американський письменник, журналіст і репортер, відомий песимістичними і похмурими літературними творами.

## Біографія
Виріс в закритій громаді іммігрантів з Французької Канади. Отримав освіту в школі при католицькому приході та в Фітчбурському Державному Коледжі.
Прожив все своє життя в Лемінстері (Массачусетс), в невеликому містечку на північ від центру штату Массачусетс. Багато подорожував по світу, побував в Новій Зеландії та Австралії, в більшості країн Європи, відвідав майже всі штати США.
Як автор почав працювати на радіостанції «WTAG» у Ворчестері (Массачусетс), де писав сценарії і вів комерційні радіопередачі з 1946 року по 1948-й рік. У 1948 році почав кар'єру газетного репортера. В 1974 році отримав премію Асоціація Журналістів за найкращий репортаж з місця подій. У 1978 році залишив роботу в газеті, щоб присвятити себе письменництву.

## Творчість
Перший роман — «В наш час» — був виданий в 1960 році.
У числі найбільш популярних книг: «Шоколадна війна» («The Chocolate War», 1974 рік), «Я — сир» («I Am the Cheese», 1977), «Після першої смерті» («After the First Death», 1979), «Ми всі падаємо» («We All Fall Down»), кожна з яких отримувала літературні премії. Роман «Шоколадна війна» був заборонений для розповсюдження в декількох бібліотеках.
У своїй творчості Корм'є стосується таких тем, як насильство, психічні захворювання, жорстокість, помста, зрада і змови. У більшості його романів перемагають антагоністи.
Писав сценарії, пробував себе в ролі актора.

## Нагороди
- Літературний приз «Лос-Анжелес-Таймс» в номінації «Молодіжна белетристика» за роман «Френчтаунське Літо» (1999 р.) (квітень 2000).
- Медалі Карнегі в Англії за романи «Серед Ночі» і «Ніжність».